# Liga Deportiva del Sur
La Liga Deportiva del Sur es una liga regional de fútbol de la Provincia de Santa Fe, República Argentina. Organiza la práctica deportiva del fútbol oficial en la ciudad de Alcorta y alrededores. Fue fundada en 1929.
El actual campeón del clausura 2024 es Independiente de Bigand que se consagró campeón por los marcadores (1 - 1 Ida de local) ganando de visitante y (1 - 2 vuelta) frente a Hertz de Villa Mugueta , tras ganar el Clausura 2024 Independiente alcanzó la marca de 18 campeonatos (siendo el club más campeón de la LDDS).
Ver campeonatos por año.

## Historia
Fue fundada el 21 de julio de 1929 y tiene su sede en Alvear 16 (2117), en la localidad de Alcorta. El presidente de la liga es Alberto Pesaola.
La liga además es clasificatoria a la Copa Santa Fe y a la Copa Federación.

## Equipos participantes en Primera División A
| Equipo                                                  | Ciudad        | Año de fundación |
| ------------------------------------------------------- | ------------- | ---------------- |
| Club Atlético Acebal                                    | Acebal        | 1922             |
| Estrella del Sur                                        | Acebal        | 1960             |
| Club Atlético Blanco y Negro                            | Alcorta       | 1913             |
| Sociedad Italia Mutual Deportiva y Biblioteca Los Andes | Alcorta       | 1919             |
| Club Social y Deportivo 2 de Junio                      | Arminda       | 2017             |
| Asociación Mutual Sporting Club Social                  | Bigand        | 1911             |
| Independiente Fútbol Club Mutual Social y Biblioteca    | Bigand        | 1919             |
| Club Sportivo Bombal Mutual Social y Biblioteca         | Bombal        | 1921             |
| Carreras Atletic Club                                   | Carreras      | 1913             |
| Club Atlético Argentino Mutual Social y Biblioteca      | Firmat        | 1922             |
| Firmat Football Club Cultural Social y Mutual           | Firmat        | 1907             |
| Nuevo Alberdi                                           | Firmat        | 2017             |
| Club Atlético Paz                                       | Máximo Paz    | 1911             |
| Club General San Martín                                 | Pavón Arriba  | 1946             |
| Club Atlético Bernardino Rivadavia                      | Peyrano       | 1984             |
| Club Olimpia Mutual, Social y Deportivo                 | Santa Teresa  | 1922             |
| Club Atlético Eduardo Hertz                             | Villa Mugueta | 1933             |
| Italo Argentino                                         | Wheelwright   | 1920             |

|  |

## Equipos participantes del Torneo Promocional B
| Equipo                                             | Ciudad          | Año de Fundación | Provincia |
| -------------------------------------------------- | --------------- | ---------------- | --------- |
| Club Atlético Social y Deportivo Estrella del Sur  | Acebal          | 1966             | Santa Fe  |
| Bombal Juniors Club Mutual Social y Deportivo      | Bombal          | 1983             | Santa Fe  |
| Club Coronel Domínguez Social Cultural y Deportivo | Cnel. Domínguez | 1942             | Santa Fe  |
| Club Social y Deportivo Nuevo Alberdi              | Firmat          | 2004             | Santa Fe  |
| Club Atlético Rosario a Puerto Belgrano            | Bombal          | 1956             | Santa Fe  |
| Club Social y Deportivo Independiente              | Sargento Cabral | 1922             | Santa Fe  |
| Uranga Foot-Ball Club                              | Uranga          | 1964             | Santa Fe  |
| Club Atlético Alumni                               | Soldini         | 1953             | Santa Fe  |
| Club Deportivo y Cultural Wheelwright              | Wheelwright     | 1950             | Santa Fe  |
| Club Deportivo Miguel Torres                       | Miguel Torres   | 1928             | Santa Fe  |